# Aspidium simplicipinnum
Aspidium simplicipinnum là một loài dương xỉ trong họ Tectariaceae. Loài này được Hayata mô tả khoa học đầu tiên năm 1915.
Danh pháp khoa học của loài này chưa được làm sáng tỏ. 